# تورسول انرژی
تورسول انرژی (انگلیسی: Torresol Energy) شرکت برق اسپانیایی است، که در سال ۲۰۰۸ تأسیس شد.